# Personnalités de La Réunion
La Réunion a connu au cours de son histoire bon nombre de personnalités qui se sont illustrées à travers différents domaines. Voici une liste non exhaustive de ces personnalités regroupées par activité.

## Arts et littérature

### Poésie et littérature
- Jean Albany
- Michel Houellebecq
- Patrick Singaïny
- Auguste Lacaussade
- Leconte de Lisle
- Évariste de Parny
- Antoine Bertin
- Marius-Ary Leblond
- Daniel Vaxelaire
- Léon Dierx

### Dessin et arts plastiques

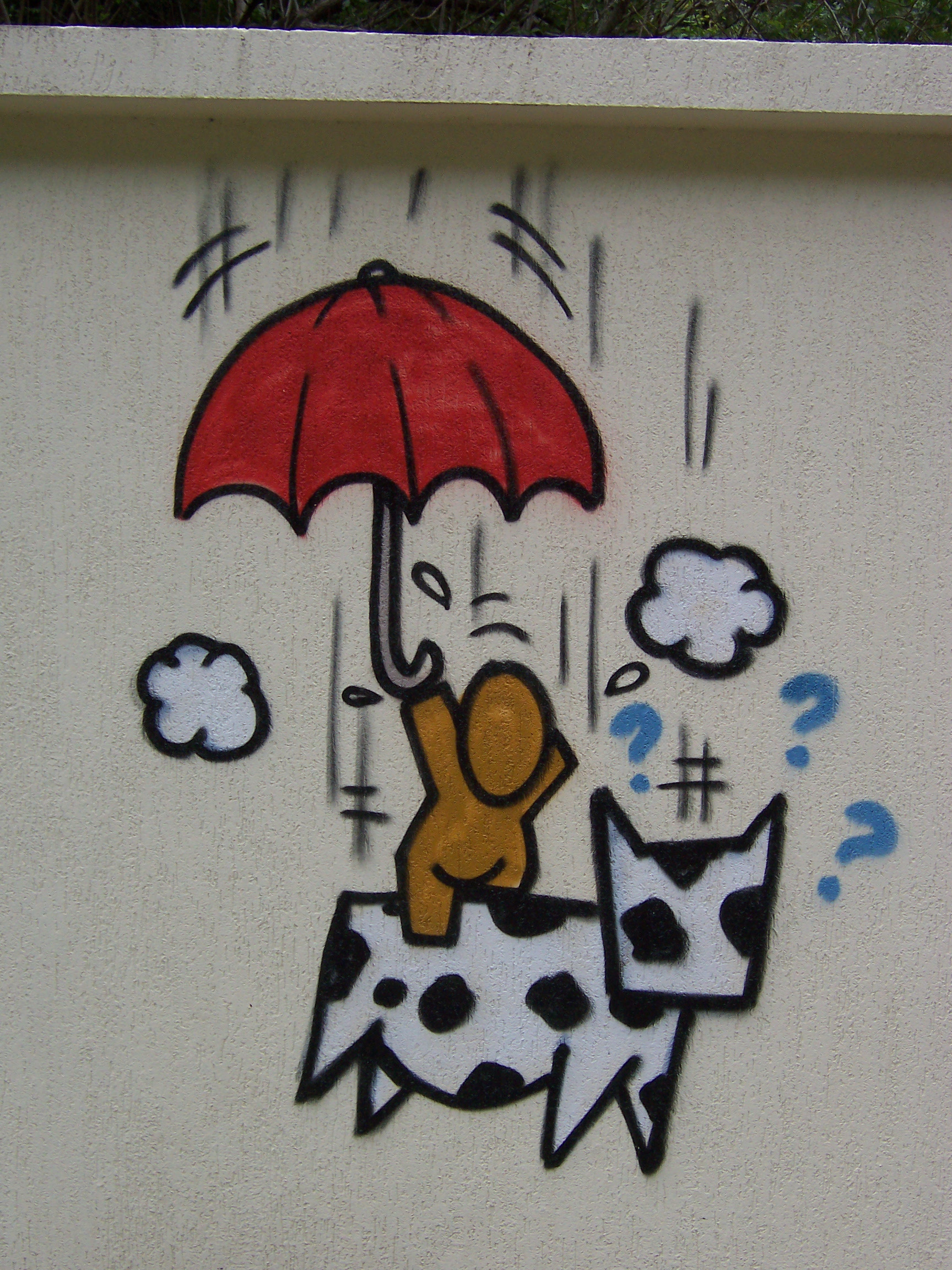
Gouzou de Jace

- Brigitte Buscail-Lipsky
- Jace
- Antoine Louis Roussin
- Ambroise Vollard

### Théâtre et cinéma

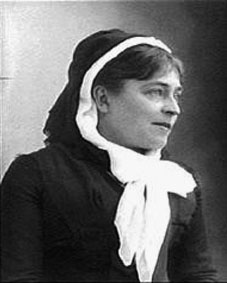
Blanche Pierson

- Thierry Jardinot
- Noémie Lenoir
- Manu Payet
- Blanche Pierson
- Alice Pol
- Lauren Ransan

### Musique et danse
- Baster
- Maxime Laope
- Ousanousava
- Gérald de Palmas
- Alain Péters
- Pat'Jaune
- Danyèl Waro
- Jacqueline farreyrol
- Tonton David
- Ziskakan
- Quentin Lauret

## Militaire
- Roland Garros
- Juliette Dodu

## Sciences

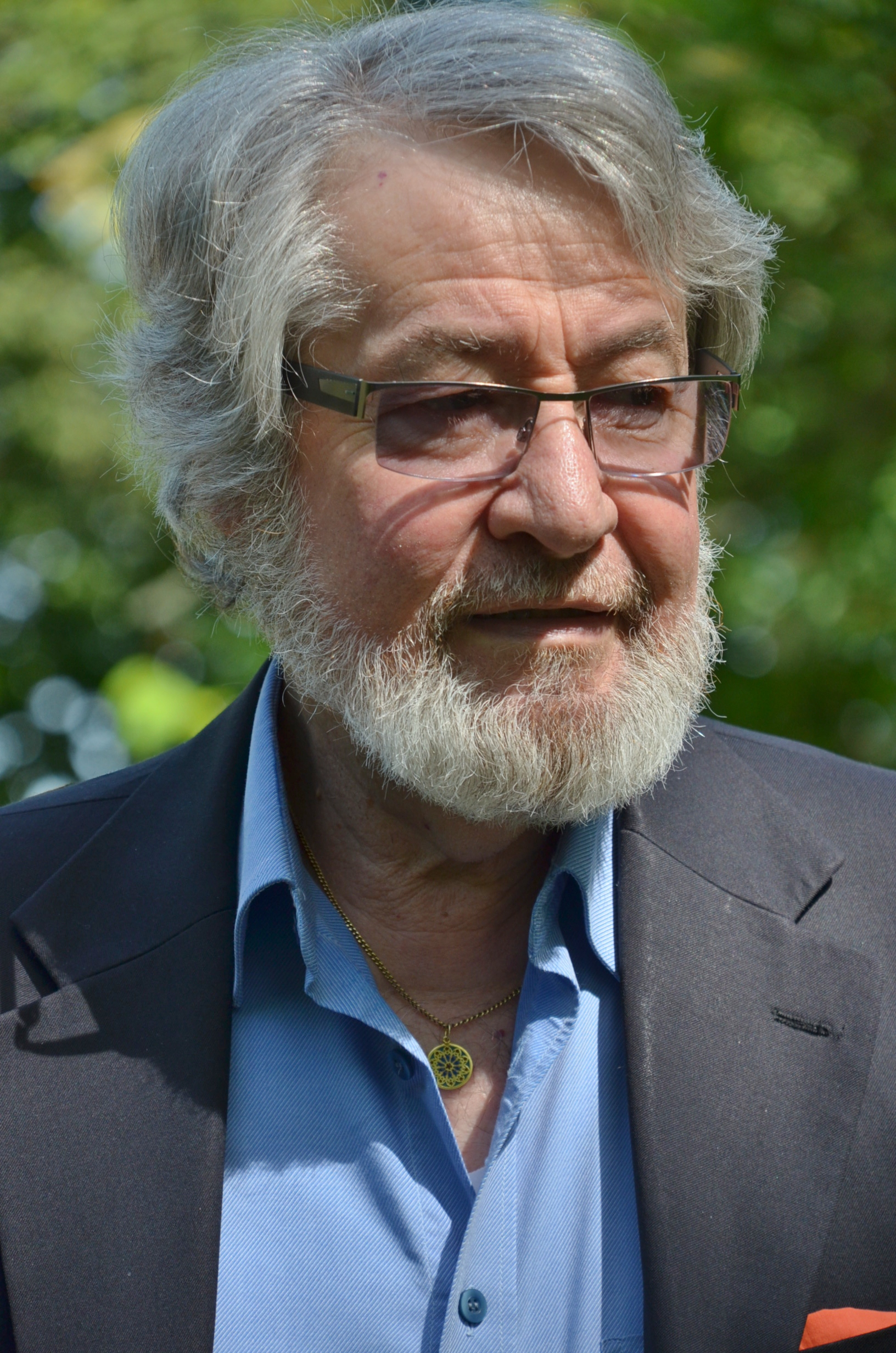
L'entomologiste Yves Gomy en juin 2014

- Edmond Albius pollinisation de la vanille.
- Thérésien Cadet botaniste.
- Philibert Commerson botaniste et explorateur.
- Eugène Jacob de Cordemoy botaniste.
- Yves Gomy entomologiste.
- Lislet Geoffroy

## Sport et loisirs
- Didier Agathe
- Laurent Robert
- Leila Lejeune
- Thierry Lincou
- Jérémy Florès
- Daniel Narcisse
- Jackson Richardson
- Florent Sinama-Pongolle
- Daniel Sangouma
- Guillaume Hoarau
- Dimitri Payet
- Lucie Ignace
- Jean Luc Prianon
- Réhane Gany

## Vie locale et télévision
- Yolande Calichiama
- Jean-Marc Collienne
- Sébastien Folin
- Laurence Françoise
- Aude Palant-Vergoz
- Laurence Roustandjee
- Valérie Bègue
- Pauline Hoarau
- Memona Hintermann
- Gora Patel

## Politique
- Camille Sudre
- Paul Vergès
- Margie Sudre
- Nassimah Dindar
- Jean-Luc Poudroux
- René-Paul Victoria
- Jean-Claude Fruteau
- Ericka Bareigts
- Raymond Barre
- Thierry Robert
- Albert Ramassamy

## Vie économique
- François Caillé